# Sirijski okruzi
| ██ Alep ██ Damask ██ Daraa ██ Deir ez-Zor ██ Hama ██ Al-Hasakah ██ Homs ██ Idlib ██ Latakija ██ Quneitra ██ Raqqa ██ Rif Dimashq ██ As-Suwayda ██ Tartus | 14 sirijskih pokrajina podijeljene su u okruge |

Sirija je administrativno podijeljena u 14 pokrajina, a one su dalje podijeljene u okruge, ukupno njih 65. Svaki okrug nosi ime po svojem administrativnom sjedištu. Okruzi su dalje podijeljeni u nahije, kojih ukupno ima 281.

## Alep
Pokrajina je podijeljena u 10 okruga i 46 nahija (u zagradama je broj nahija u okrugu):
- Okrug Afrin (7)
  - Nahija Afrin
  - Nahija Bulbul
  - Nahija Jindires
  - Nahija Rajo
  - Nahija Sharran
  - Nahija Shaykh al-Hadid
  - Nahija Maabatli
- Okrug Atarib (3)
  - Nahija Atarib
  - Nahija Ibbin Samaan
  - Nahija Urum al-Kubrah
- Okrug Ayn al-Arab (4)
  - Nahija Ayn al-Arab
  - Nahija Shuyukh Tahtani
  - Nahija Sarrin
  - Nahija Al-Jalabiyah
- Okrug Azaz (6)
  - Nahija Azaz
  - Nahija Akhtarin
  - Nahija Tell Rifaat
  - Nahija Mare'
  - Nahija Nubl
  - Nahija Sawran
- Okrug Al-Bab (4)
  - Nahija al-Bab
  - Nahija Tadef
  - Nahija al-Rai
  - Nahija Arima
- Okrug Dayr Hafir (3)
  - Nahija Dayr Hafir
  - Nahija Rasm Harmil al-Imam
  - Nahija Kuweires Sharqi
- Okrug Jarabulus (2)
  - Nahija Jarabulus
  - Nahija Ghandoura
- Okrug Manbij (5)
  - Nahija Manbij
  - Nahija Abu Kahf
  - Nahija Abu Qilqil
  - Nahija al-Khafsah
  - Nahija Maskanah
- Okrug Jabal Sam'an (7)
  - Nahija Jabal Sam'an (uključuje i grad Alep)
  - Nahija Tell ad-Daman
  - Nahija Haritan
  - Nahija Darat Izza
  - Nahija al-Zirbah
  - Nahija Zammar
  - Nahija Al-Hadher
- Okrug as-Safira (5)
  - Nahija as-Safira
  - Nahija Tell Aran
  - Nahija Khanasir
  - Nahija Banan
  - Nahija al-Hajib

## Damask
Pokrajina uključuje samo glavni grad Damask i palestinski izbjeglički kamp Yarmouk. Potpuno je okružena pokrajinom Rif Dimashq.

## Daraa
Pokrajina je podijeljena u 3 okruga i 17 nahija (u zagradama je broj nahija u okrugu):
- Okrug Al-Sanamayn (3)
  - Nahija Al-Sanamayn
  - Nahija Al-Masmiyah
  - Nahija Ghabaghib
- Okrug Daraa (8)
  - Nahija Daraa
  - Nahija Bosra
  - Nahija Khirbet Ghazaleh
  - Nahija Al-Shajara
  - Nahija Da'el
  - Nahija Muzayrib
  - Nahija Al-Jiza
  - Nahija Al-Musayfirah
- Okrug Izra' (6)
  - Nahija Izra'
  - Nahija Jasim
  - Nahija Al-Hirak
  - Nahija Nawa
  - Nahija Al-Shaykh Maskin
  - Nahija Tasil

## Deir ez-Zor
Pokrajina je podijeljena u 3 okruga i 14 nahija (u zagradama je broj nahija u okrugu):
- Okrug Abu Kamal (4)
  - Nahija Abu Kamal
  - Nahija Hajin
  - Nahija Al-Jalaa
  - Nahija Al-Susah
- Okrug Deir ez-Zor (7)
  - Nahija Deir ez-Zor
  - Nahija Al-Kasrah
  - Nahija Al-Busayrah
  - Nahija Al-Muhasan
  - Nahija Al-Tabni
  - Nahija Khasham
  - Nahija Al-Suwar
- Okrug Mayadin (3)
  - Nahija Mayadin
  - Nahija Diban
  - Nahija Al-Asharah

## Hama
Pokrajina je podijeljena u 5 okruga i 22 nahije (u zagradama je broj nahija u okrugu):
- Okrug Al-Suqaylabiyah (5)
  - Nahija Al-Suqaylabiyah
  - Nahija Tell Salhab
  - Nahija Al-Ziyarah
  - Nahija Shathah
  - Nahija Qalaat al-Madiq
- Okrug Hama (4)
  - Nahija Hama
  - Nahija Suran
  - Nahija Hirbnafsah
  - Nahija Al-Hamraa
- Okrug Masyaf (5)
  - Nahija Masyaf
  - Nahija Jubb Ramlah
  - Nahija Awj
  - Nahija Ayn Halaqim
  - Nahija Wadi al-Uyun
- Okrug Mahardah (3)
  - Nahija Mahardah
  - Nahija Kafr Zita
  - Nahija Karnaz
- Okrug Salamiyah (5)
  - Nahija Salamiyah
  - Nahija Barri Sharqi
  - Nahija Al-Saan
  - Nahija Sabburah
  - Nahija Uqayribat

## Al-Hasakah
Pokrajina je podijeljena u 4 okruga i 16 nahija (u zagradama je broj nahija u okrugu):
- Okrug Al-Malikiyah (3)
  - Nahija Al-Malikiyah
  - Nahija Al-Yaarubiyah
  - Nahija Al-Jawadiyah
- Okrug Qamishli (4)
  - Nahija Al-Qahtaniyah
  - Nahija Tell Hamis
  - Nahija Qamishli
  - Nahija Amuda
- Okrug Ras al-Ayn (2)
  - Nahija Ras al-Ayn
  - Nahija Al-Darbasiyah
- Okrug Al-Hasakah (7)
  - Nahija Bir al-Helou al-Wardiya
  - Nahija Al-Hawl
  - Nahija Al-Hasakah
  - Nahija Tell Tamer
  - Nahija Al-Arishah
  - Nahija Al-Shaddadah
  - Nahija Markada

## Homs
Pokrajina je podijeljena u 7 okruga i 25 nahija (u zagradama je broj nahija u okrugu):
- Okrug Homs (10)
  - Nahija Homs
  - Nahija Khirbet
  - Nahija Ayn al-Niser
  - Nahija Furqlus
  - Nahija Al-Riqama
  - Nahija Al-Qaryatayn
  - Nahija Mahin
  - Nahija Hisyah
  - Nahija Sadad
  - Nahija Shin
- Okrug Al-Mukharram (2)
  - Nahija al-Mukharram
  - Nahija Jubb al-Jarrah
- Okrug Al-Rastan (2)
  - Nahija ar-Rastan
  - Nahija Talbiseh
- Okrug Al-Qusayr (2)
  - Nahija Al-Qusayr
  - Nahija Al-Hoz
- Okrug Tadmur (2)
  - Nahija Tadmur
  - Nahija Al-Sukhnah
- Okrug Taldou (3)
  - Nahija Taldou
  - Nahija Kafr Laha
  - Nahija Al-Qabu
- Okrug Talkalakh (4)
  - Nahija Talkalakh
  - Nahija Hadidah
  - Nahija Al-Nasirah
  - Nahija Al-Hawash

## Idlib
Pokrajina je podijeljena u 5 okruga i 26 nahija (u zagradama je broj nahija u okrugu):
- Okrug Ariha (3)
  - Nahija Ariha
  - Nahija Ihsim
  - Nahija Muhambal
- Okrug Harem (6)
  - Nahija Harem
  - Nahija Al-Dana
  - Nahija Salqin
  - Nahija Kafr Takharim
  - Nahija Qurqania
  - Nahija Armanaz
- Okrug Idlib (7)
  - Nahija Idlib
  - Nahija Abu al-Duhur
  - Nahija Binnish
  - Nahija Saraqib
  - Nahija Taftanaz
  - Nahija Maarrat Misrin
  - Nahija Sarmin
- Okrug Jisr al-Shughur (4)
  - Nahija Jisr al-Shughur
  - Nahija Bidama
  - Nahija Darkush
  - Nahija Al-Janudiyah
- Okrug Ma'arrat al-Nu'man (6)
  - Nahija Ma'arrat al-Nu'man
  - Nahija Khan Shaykhun
  - Nahija Sinjar
  - Nahija Kafr Nabl
  - Nahija Al-Tamanah
  - Nahija Hish

## Latakija
Pokrajina je podijeljena u 4 okruga i 22 nahije (u zagradama je broj nahija u okrugu):
- Okrug Al-Haffah (5)
  - Nahija Al-Haffah
  - Nahija Slinfah
  - Nahija Ayn al-Tineh
  - Nahija Kinsabba
  - Nahija Muzayraa
- Okrug Jableh (6)
  - Nahija Jableh
  - Nahija Ayn al-Sharqiyah
  - Nahija Al-Qutailibiyah
  - Nahija Ayn Shiqaq
  - Nahija Daliyah
  - Nahija Beit Yashout
- Okrug Latakija (7)
  - Nahija Latakija
  - Nahija Al-Bahluliyah
  - Nahija Rabia
  - Nahija Ayn al-Baydah
  - Nahija Qastal Ma'af
  - Nahija Kessab
  - Nahija Hanadi
- Okrug Qardaha (4)
  - Nahija Qardaha
  - Nahija Harf al-Musaytirah
  - Nahija Al-Fakhurah
  - Nahija Jawbat Burghal

## Quneitra
Pokrajina je podijeljena u 2 okruga i 6 nahija (u zagradama je broj nahija u okrugu):
- Okrug Fiq (2)
  - Nahija Fiq
  - Nahija Elmahjer
- Okrug Quneitra (4)
  - Nahija Quneitra (većim dijelom u neutralnoj zoni od 1973.)
  - Nahija Jabta Elhashab
  - Nahija Massade (pod izraelskom okupacijom od 1967.)
  - Nahija Hushnia (pod izraelskom okupacijom od 1967.)

## Raqqa
Pokrajina je podijeljena u 3 okruga i 10 nahija (u zagradama je broj nahija u okrugu):
- Okrug Tell Abyad (3)
  - Nahija Tell Abyad
  - Nahija Suluk
  - Nahija Ayn Issa
- Okrug Al-Thawrah (3)
  - Nahija Al-Thawrah
  - Nahija Al-Mansurah
  - Nahija Al-Jarniyah
- Okrug Raqqa (4)
  - Nahija Raqqa
  - Nahija Al-Sabkhah
  - Nahija Al-Karamah
  - Nahija Maadan

## Rif Dimashq
Pokrajina je podijeljena u 10 okruga i 37 nahija (u zagradama je broj nahija u okrugu):
- Okrug Markaz Rif Dimashq (6)
  - Nahija al-Kiswah
  - Nahija Babbila
  - Nahija Jaramana
  - Nahija al-Malihah
  - Nahija Kafr Batna
  - Nahija Arbin
- Okrug Douma (7)
  - Nahija Douma
  - Nahija Harasta
  - Nahija Al-Sabe' Biyar
  - Nahija Al-Dumayr
  - Nahija Al-Nashabiyah
  - Nahija Al-Ghizlaniyah
  - Nahija Harran al-Awamid
- Okrug Al-Qutayfah (4)
  - Nahija al-Qutayfah
  - Nahija Jayroud
  - Nahija Maaloula
  - Nahija ar-Ruhaybah
- Okrug Al-Tall (3)
  - Nahija al-Tall
  - Nahija Saidnaya
  - Nahija Rankous
- Okrug Yabroud (2)
  - Nahija Yabroud
  - Nahija Assal al-Ward
- Okrug An-Nabek (3)
  - Nahija an-Nabek
  - Nahija Deir Atiyah
  - Nahija Qara
- Okrug Al-Zabadani (3)
  - Nahija al-Zabadani
  - Nahija Madaya
  - Nahija Serghaya
- Okrug Qatana (3)
  - Nahija Qatana
  - Nahija Beit Jen
  - Nahija Sa'sa'
- Okrug Darayya (3)
  - Nahija Darayya
  - Nahija Sahnaya
  - Nahija al-Hajar al-Aswad
- Okrug Qudsaya (3)
  - Nahija Qudsaya
  - Nahija Al-Dimas
  - Nahija Ain al-Fijah

## As-Suwayda
Pokrajina je podijeljena u 3 okruga i 12 nahija (u zagradama je broj nahija u okrugu):
- Okrug Shahba (4)
  - Nahija Shahba
  - Nahija Shaqqa
  - Nahija al-Ariqah
  - Nahija al-Surah al-Saghirah
- Okrug As-Suwayda (3)
  - Nahija as-Suwayda
  - Nahija al-Mazraa
  - Nahija al-Mushannaf
- Okrug Salkhad (5)
  - Nahija Salkhad
  - Nahija al-Qrayya
  - Nahija al-Ghariyah
  - Nahija Thaybin
  - Nahija Malah

## Tartus
Pokrajina je podijeljena u 5 okruga i 27 nahija (u zagradama je broj nahija u okrugu):
- Okrug Al-Shaykh Badr (3)
  - Nahija Al-Shaykh Badr
  - Nahija Brummanet al-Mashayekh
  - Nahija Al-Qamsiyah
- Okrug Baniyas (7)
  - Nahija Baniyas
  - Nahija Al-Rawda
  - Nahija Al-Annazah
  - Nahija Al-Qadmus
  - Nahija Hammam Wasel
  - Nahija Al-Tawahin
  - Nahija Talin
- Okrug Duraykish (4)
  - Nahija Duraykish
  - Nahija Junaynet Ruslan
  - Nahija Hamin
  - Nahija Dweir Ruslan
- Okrug Safita (6)
  - Nahija Safita
  - Nahija Mashta al-Helu
  - Nahija Al-Bariqiyah
  - Nahija Sebei
  - Nahija Al-Sisiniyah
  - Nahija Ras al-Khashufah
- Okrug Tartus (7)
  - Nahija Tartus
  - Nahija Arwad
  - Nahija Al-Hamidiyah
  - Nahija Khirbet al-Maazah
  - Nahija Al-Sawda
  - Nahija Al-Karimah
  - Nahija Al-Safsafah